# それゆけ!ゲームパンサー!
『それゆけ!ゲームパンサー!』は、日本テレビで2013年4月5日から2015年3月28日まで金曜日1:29 - 1:49に放送されたテレビゲームを題材にしたバラエティ番組。

## 概要
「全国1万駅のグルメを制覇する」を目標にパンサーとゲストが街に繰り出し、名物料理を探し出す。
お店ではゲーム対決を行い、勝てばご褒美としてそのお店のグルメを無料で食べることができるが、負ければ料理はお預けの上、パンサーの3人には視聴者サービス用の代金を自腹で支払わなければならない。払う金額はルーレットで決定され、初期は1人（20%）・3人（20%）・5人（40%）・10人（17.5%）・20人分（2.5%）、第12回からは1人分と10人分が半分ずつ設定されたルーレットとなっている。払う金額の配分は3人で自由に決めてよい。
対戦で使用されるゲームは家庭用ゲーム機が多いが、携帯ゲームやスマートフォンアプリ・ソーシャルゲームで行った回もある。また、お店側との対決方式の場合や、TEAMパンサーが事前に決められたノルマをクリアするかというチャレンジなどの形式がある。
9月6日放送分ではこれまでの自腹を精算するために番組からのチャレンジに挑戦（90分以内に『鉄拳タッグトーナメント2』で6連勝）したものの失敗。ペナルティとして1か月間のおごりルーレットが3倍（3人分か30人分）となった。

## 出演者
- パンサー（菅良太郎・向井慧・尾形貴弘） - イメージカラーとして菅は黄色、向井はピンク、尾形は水色の衣装を着用。また、ロケ中は各自別々のリュック（菅はテレビモニターを模したもの、向井はファミリーコンピュータやゲームボーイなど本体が入れられたもの、尾形はカセットが入れられたもの）を背負って移動する。

## 放送リスト
※勝敗が-のものはガチおごりの関係のない対戦